# ワールシュタットの戦い
ワールシュタットの戦い（ドイツ語: Schlacht bei Wahlstatt）またはレグニツァの戦い（モンゴル語: Легницийн тулалдаан; ポーランド語: Bitwa pod Legnicą）は、1241年4月9日にモンゴル帝国のヨーロッパ遠征軍と、ポーランド・ドイツ連合軍が激突した戦いである。
世界的には会戦場であったポーランド西部のレグニツァ（波: Legnica、もしくはリーグニッツ-独: Liegnitz）の地名を用いることが一般的である。ドイツでは「ワールシュタットの戦い」（独: Schlacht bei Wahlstatt）が用いられることもあるが、現代ドイツの歴史でも「リーグニッツの戦い」（独: Schlacht bei Liegnitz）を用いる。「ワールシュタット（Wahlstatt）」とは後世にリーグニッツに付けられた別称であり、ドイツ語のwalは「戦場で倒れた者」、stattは「場所」を意味する。

## 歴史論争
歴史上の多くの戦いと同様に、この戦闘の詳細については論争が存在しており、２日後に戦われたモヒの戦いが元の公式記録である元史に記載があるのに対して本作戦については記載がなく、ヨーロッパ側の史料として参照されるのは皇帝フリードリヒ２世からイングランド王ヘンリー３世宛て書簡、オーストリア公フリードリヒから皇帝コンラート４世宛て書簡、在ケルン聖パンタレイオン修道院の年代記、トロッパウの聖マルティヌスの年代記、その他教皇使節の報告があるため、戦闘そのものが1241年4月9日になされた点については事実と考えられているが、これらの史料群はいずれも断片的なものであり、直接的な情報源とはかけ離れたものである。
今日参照されることの多いヤン・ドゥウゴシュの年代記は本作戦の220年以上のちに執筆されたものであり、執筆時には多くの原史料を参照したものと考えられているが参照先が不明であったりなど、彼の記録の史実性には疑問が呈されている。とくに彼の叙述には（全体に）多くの誤謬や矛盾、反復が含まれており、その信ぴょう性はすでに19世紀以来疑念が呈されている。
以下の解説はドゥウゴシュの記述を元とした「通説」的な解説である事を前提とする。

## 背景

### バトゥによるモンゴル帝国軍の東欧侵攻
モンゴル帝国の第2代皇帝オゴデイは1235年のクリルタイで諸国への遠征を決議した。当時、モンゴル軍はチンギス・ハンの時代に中央アジアのホラズム帝国を征服し、西は黒海沿岸のグルジアまで達していた。西方遠征軍の総大将となったジョチ家の当主バトゥには5万の戦闘経験の豊かなモンゴル人と2万人の徴用兵、さらに漢族とペルシア人の専門兵が与えられた。モンゴル高原を出立したバトゥは、キプチャク草原やキエフ大公国をはじめとするルーシ諸国を征服した（モンゴルのルーシ侵攻）。
1241年3月12日にバトゥ率いる遠征軍はハンガリー王国をカルパティア山脈の東部から北部に掛けて諸方面から侵攻した。軍勢の4分の1がハンガリー軍を南ロシアの草原に誘き出すために送られ、バトゥ率いる主力部隊が黒海の北西沿岸にあるワラキアを破壊した後、ティサからペストへと接近した。

### モンゴルのポーランド侵攻

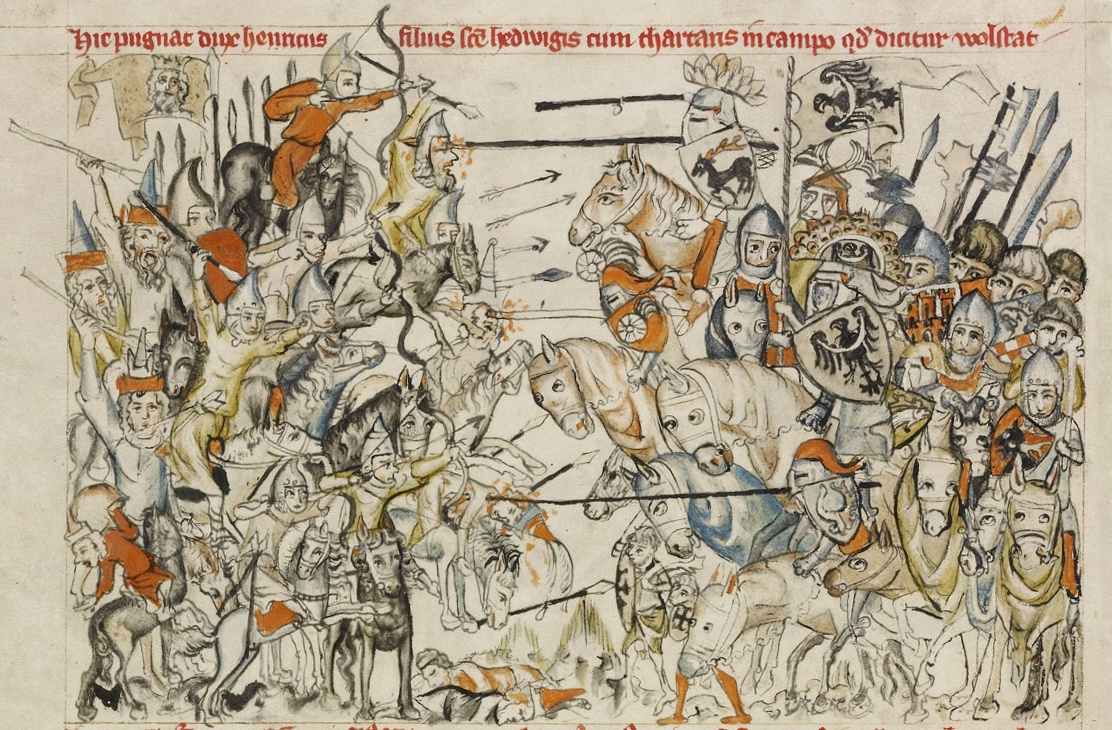
ワールシュタットの戦い。左がモンゴル軍、右がポーランド・チュートン騎士団連合軍（14世紀に書かれた聖人伝『シレジアの聖ヘドウィッヒの伝説』より）

ポーランドの年代記『Polonicae Historiae Corpus』の記述によると、このモンゴル軍を「ペタ」(Péta)なる人物が指揮していたと述べているが、『世界征服者の歴史』や『集史』などモンゴル帝国側の記録から推測してハンガリーに駐留していたバトゥ本人ではなく、遠征軍に参加していた王族のひとりでチャガタイの六男「バイダル」のことと考えられている。この「ペタ」の部隊の一部は前年にポーランド領内に侵入し、ルブリン一帯が劫掠された。
1241年に入り、モンゴル軍は凍結したヴィスワ川を渡り、サンドミェシュを掠奪したが、その年の四旬節のはじまる2月13日頃に多数の捕虜と戦利品とともに一時軍を退いたという。クラクフの諸侯たちはこれを追撃に出たがことごとく返討ちにあった。サンドミェシュでモンゴル軍は部隊をふたつに別け、北上させてポーランド中部のウェンチツァや中西部（現在のクヤヴィ＝ポモージェ県）の中心都市クヤヴィ方面へも向かわせたという。
3月18日にクラクフ侯ボレスワフ5世は、クラクフ北側のフミェルニク付近でのモンゴル軍との戦闘でポーランド軍が多数の死傷者を出して敗北したため(フミェルニクの戦い)、母と夫人とともにカルパティア山脈の麓の城塞に避難することを決め、さらにモラヴィアへ退避した。これによってクラクフの有力者は都市を放棄してドイツ方面などへ避難し、その他の住民たちは山林などへ逃亡する事態となった。
4月1日にモンゴル軍はクラクフに到着したが、ほぼ無人状態のこの都市に火を放った。その後さらに北上してシロンスクに入った。モンゴル軍はオドラ川を筏や泳いで渡ったが、ポーランド軍はまだ兵力が足りなかったため後退し、モンゴル軍はシロンスクの州都であるヴロツワフまで直進した。そのとき、北部諸侯を召集したシロンスク公・ヘンリク2世の軍勢が、レグニツァでヴァーツラフ1世率いるボヘミア軍の到着を待っているという情報がもたらされた。そこでモンゴル軍は攻撃目標を切り替え、レグニツァで各地の軍勢が集結しつつあるドイツ・ポーランド連合軍を討つことにした。

## 戦闘
ヘンリク2世が中心となったドイツ・ポーランド連合軍には、優れた兵と劣った兵が混在していた。軍を構成しているのは民兵や徴用された歩兵、封建騎士と従者、ホスピタル騎士団とテンプル騎士団からの少数の騎士、そしてドイツ騎士団だった。ワールシュタットの戦いでヘンリク2世が集めた軍は、年代記や歴史書によって2千から4万の幅があるが、一般的には2万5千人程度であったと言われる。ヘンリク2世は軍を4つの大きな部隊に編成して、主力のドイツ騎士団および他の騎士たちを中央に前衛と後詰めに配し、民兵や徴用された歩兵はまとめて一つの部隊として騎士の後方に配置した。
一方、モンゴル軍がワールシュタットの戦いで動員した兵力は2万人だった。前列中央に陽動戦術の訓練を積んだ軽装騎兵を配置し、両側面には騎射や槍での接近戦を行うことのできる軽装騎兵が、後方には正面からの騎馬攻撃を得意とする重装騎兵が控えていた。
1214年のブーヴィーヌの戦いがそうであったように、当時のヨーロッパにおける騎士の戦術は敵の中心への猛攻撃だった。ワールシュタットの戦いは、まず前衛の騎士たちが軽装騎兵に攻撃を仕掛けて蹴散らされた。しかし、前衛の騎士たちは後詰めの騎士たちと共に態勢を建て直すと再び攻撃した。するとモンゴル軍は中央の軽装騎兵を偽装退却させて連合軍の主力である騎士団を釣り野伏せで誘い込み、両翼の軽装騎兵による騎射で混乱に陥れた。そして騎士団の背後に煙幕を焚いて後方の歩兵と分断すると、完全に混乱状態にある敵軍をモンゴルの重装騎兵が打ち破った。煙幕の向こうにいた歩兵は逃げ惑う騎士とそれを追うモンゴル軍の姿を見ると、恐怖に駆られて敗走した。
逃げるドイツ・ポーランド連合軍をモンゴル軍は容赦なく追撃して、おびただしい数が殺戮された。その後、モンゴル軍はオドラ川に沿った地域を掃討していき、当初の目標であったヴロツワフを完全に破壊した。

## 影響
ワールシュタットの戦いで総司令官のヘンリク2世は戦死、その公家であるシロンスク・ピャスト家が支配していたシロンスクとクラクフの公領は分裂し（シロンスク公国群）、ポーランドは統一から遠のく。モンゴル軍はこの戦いの翌日には別の部隊がヘルマンシュタットでトランシルヴァニア軍を、三日後にはバトゥ本隊がモヒの戦いでハンガリー軍を撃破し、この三つの戦いと掃討戦で一説には15万人もの戦士を殺している。ポーランドを席捲したバトゥは一時オーストリアのウィーン近くまで迫るが、モンゴル皇帝オゴデイが急死したことによって撤退した。
ワールシュタットの戦いはモンゴルの侵攻に対するヨーロッパの命運を決したと言われる悲劇的敗戦だったが、モンゴル軍にとっては騎兵戦術の常道によって行われた局地戦の勝利に過ぎなかった。また、モンゴル軍は結局ウィーンまで西進することがなかったので、ロシア等の一部東欧地域を除くヨーロッパにおいてはこの際の恐怖と絶望は心理的後遺症（ただし多大な）にとどまった。